# Cajatambo (distrito)
O Cajatambo é um dos cinco distritos que formam a Província de Cajatambo, situada em Departamento de Lima, pertencente a Região de Lima.

## Transporte
O distrito de Cajatambo é servido pela seguinte rodovia:
- PE-16A, que liga o distrito de Oyón (Região de Lima) à cidade de Pativilca (Região de Lima)
- LM-112, que liga a cidade ao distrito de Manas[1][2][3]